# Ange (rzeka)
Ange – rzeka we Francji, przepływająca przez teren departamentu Ain, o długości 20,7 km. Stanowi dopływ rzeki Oignin.